# Handball-Verbandsliga Bayern 1980/81
Die Handball-Verbandsliga Bayern 1980/81 war die fünfte Saison der in Nord und Süd eingeteilten zweithöchsten bayerischen Handballliga, die unter dem Dach des „Bayerischen Handballverbandes“ (BHV) organisiert wurde und zugleich die letzte Saison, in der die Verbandsliga-Bayern an einer vierthöchsten Spielklasse im deutschen Ligensystem teilnahm. Mit Einführung der 2. Handball-Bundesliga 1981/82 wurde die Verbandsliga-Bayern hinter der Bayernliga als fünfthöchste Liga eingestuft. 

## Saisonverlauf

Bereich des „Bayer. Handballverbandes“ (BHV)

Die Meisterschaft Gruppe Nord gewann der TB 1888 Erlangen und Meister der Gruppe Süd wurde der TSV Gersthofen 1909, die damit auch das Aufstiegsrecht zur Bayernliga erhielten. Durch die Aufstockung der Bayernliga 1981/82 erhielten auch die Zweit- und Drittplatzierten jeder Gruppe, TuS Fürstenfeldbruck, ETSV 09 Landshut, TS 1887 Selb, ASV Pegnitz, die Aufstiegsberechtigung in die höchste bayerische Liga. Die Absteiger der Nordgruppe waren die TG Würzburg, DJK Würzburg und der TSV Allach 09 aus der Südgruppe.

### Modus
Es wurde eine Hin- und Rückrunde gespielt. Platz eins jeder Gruppe war Staffelsieger, die Plätze zwei und drei erhielten ebenfalls das Aufstiegsrecht für  die Bayernligasaison 1981/82. Die Plätze zehn und elf der Gruppe Nord und Platz 10 der Gruppe Süd waren die Absteiger in die Bezirksligen.

## Teilnehmer
Zu den sechzehn startberechtigten Mannschaften aus der Vorsaison kamen noch der HSC Bad Neustadt, Absteiger aus der Bayernliga und die Aufsteiger aus den Bezirksligen TS 1887 Selb, TB 1888 Erlangen, TG Landshut, TSV 1875 Göggingen und der TuS Fürstenfeldbruck hinzu. Nicht mehr dabei waren die Aufsteiger VfL Wunsiedel, ASV 1863 Cham und die Absteiger HG Hof, TSV 1846 Nürnberg, Regensburger TS

### Saisonabschlusstabellen 1980/81

#### Gruppe Nord
|     | Mannschaft             | Spiele | Punkte |
| --- | ---------------------- | ------ | ------ |
| 1.  | TB 1888 Erlangen (N)   | 20     |        |
| 2.  | TS 1887 Selb (N)       | 20     |        |
| 3.  | ASV Pegnitz            | 20     |        |
| 4.  | HSC Bad Neustadt (A)   | 20     |        |
| 5.  | BSV 1898 Bayreuth      | 20     |        |
| 6.  | TSV 04 Schwabach       | 20     |        |
| 7.  | TV 1861 Erlangen-Bruck | 20     |        |
| 8.  | TG 1861 Heidingsfeld   | 20     |        |
| 9.  | TV Roßtal              | 20     |        |
| 10. | TG Würzburg            | 20     |        |
| 11. | DJK Würzburg           | 20     |        |

(A) = Bayernliga Absteiger (N) = Neu in der Liga (Aufsteiger)

 Meister und für die Handball-Bayernliga 1981/82 qualifiziert
 Aufsteiger zur Handball-Bayernliga 1981/82
  „Für die Verbandsliga 1981/82 qualifiziert“ 
  „Absteiger“

#### Gruppe Süd
|     | Mannschaft               | Spiele | Punkte |
| --- | ------------------------ | ------ | ------ |
| 1.  | TSV Gersthofen 1909      | 18     | 28:8   |
| 2.  | TuS Fürstenfeldbruck (N) | 18     | 26:10  |
| 3.  | ETSV 09 Landshut         | 18     | 24:12  |
| 4.  | TSV 1875 Göggingen (N)   | 18     | 20:16  |
| 5.  | FC Bayern München        | 18     | 20:16  |
| 6.  | 1. FC Schwarzenfeld      | 18     | 15:21  |
| 7.  | TG Landshut (N)          | 18     | 13:23  |
| 8.  | SG TSV/DJK Gräfelfing    | 18     | 13:23  |
| 9.  | VfL Leipheim 1898        | 18     | 12:24  |
| 10. | TSV Allach 09            | 18     | 9:27   |

(N) = Neu in der Liga (Aufsteiger)

 Meister und für die Handball-Bayernliga 1981/82 qualifiziert
  Aufsteiger zur Handball-Bayernliga 1981/82
  „Für die Verbandsliga 1981/82 qualifiziert“ 
  „Absteiger“